# 特奥多罗斯·扎格拉基斯
特奥多罗斯·扎格拉基斯（希臘語：Θεόδωρος Ζαγοράκης，1971年10月27日—）是希腊政治人物和前职业足球运动员，退役前司職中场。2004年，希臘國家足球隊奪得2004年歐洲足球錦標賽冠军，當時特奥多罗斯·扎格拉基斯正是希臘國家足球隊的队长。 2004年，他被评为希腊年度最佳男子运动员。他於2014年5月舉行的欧洲议会选举中当选歐洲議會議員。他还於2021年3月至9月期间担任希臘足球總會主席。 